# Lillian Hoddeson
Lillian Hoddeson (* 1940 in New York City) ist eine US-amerikanische Wissenschaftshistorikerin vor allem der Physik der zweiten Hälfte des 20. Jahrhunderts.
Hoddeson besuchte die Bronx High School of Science (Abschluss 1957), studierte Physik am Barnard College (Bachelor 1961) und der Brandeis University und wurde 1966 in Festkörperphysik an der Columbia University promoviert. Sie lehrte acht Jahre Physik am Barnard College und der Rutgers University, bevor sie sich an der Princeton University mit der Geschichte der Festkörperphysik zu beschäftigen begann. Sie belegte Kurse in Wissenschaftsgeschichte und studierte 1974 bis 1979 die Geschichte der Festkörperphysik an den Bell Laboratories, die zur Entwicklung des Transistors führte. Ab 1978 war sie Historikerin am Fermilab und wandte sich der Geschichte der Teilchenphysik und der großen Beschleuniger (Big Science) zu. Hoddeson ist inzwischen emeritierte Professorin für Wissenschaftsgeschichte (Thomas Siebel Professor) an der University of Illinois in Urbana-Champaign. Sie war dort sowohl in der Fakultät für Physik als auch in der für Geschichte. An der University of Illinois war sie an einem internationalen Projekt über Geschichte der Festkörperphysik beteiligt (woraus mehrere Bücher entstanden, unter anderem Out of the Crystal Maze).
Sie schrieb eine Biographie von John Bardeen, über die Entwicklung des Transistors und der Festkörperphysik nach dem Zweiten Weltkrieg,  die Geschichte des Fermilab und eine technische Geschichte der Anfänge des Los Alamos National Laboratory und der Entwicklung der Atombombe im Manhattan-Projekt. Sie war Mitherausgeberin von drei Sammelbänden über die Geschichte der Teilchenphysik, die Standardwerke sind, und arbeitet (2011) an einer Biographie von Stanford R. Ovshinsky und einem Buch über die Geschichte des Superconducting Super Collider.
2012 erhielt sie den Abraham-Pais-Preis für Wissenschaftsgeschichte der American Physical Society. Sie war Guggenheim Fellow und ist Fellow der American Physical Society.
1981–1992 war Hoddeson mit dem Physiker Gordon Baym verheiratet.

## Schriften
- mit Jürgen Teichmann, Spencer Weart, Ernest Braun (Herausgeber) Out of the Crystal Maze: Chapters from the history of solid state physics, Oxford University Press 1992 (darin von Hoddeson, Michael Eckert, Gordon Baym The development of quantum mechanical electron theory of metals 1926-1933 und von Hoddeson, Helmut Schubert, Steve J. Heims, Baym Collective Phenomena)
- mit Michael Riordan[2] Crystal Fire: the birth of the information age, Norton 1997 (Geschichte des Transistors und des IC, unter anderem William B. Shockley)
- mit Vicki Daitch: True Genius: The life and science of John Bardeen, National Academy of Science Press 2002
- mit Adrienne Kolb, Catherine Westfall Fermilab: physics, the frontier and the rise of megascience, University of Chicago Press 2008
- Herausgeber mit Laurie Brown The birth of particle physics, Cambridge University Press 1983
- Herausgeber mit Laurie Brown, Max Dresden, Michael Riordan The rise of the Standard Model: Particle physics in the 1960s and 1970s, Cambridge University Press 1997 (darin von den Herausgebern die Einleitung: The rise of the standard model 1964-1979, S. 3–35)
- mit Laurie Brown, Max Dresden Pions to quarks: Particle physics in the 1950s, Cambridge University Press 1989
- mit Paul W. Henriksen, Roger A. Meade, Catherine Westfall Critical Assembly: A technical history of Los Alamos during the Oppenheimer years 1943-1945, Cambridge University Press 1993 (mit Beiträgen von Gordon Baym und anderen)
- als Herausgeber No boundaries. University of Illinois vignettes, University of Illinois Press 2004